# أم الشيف
أم الشيف هي منطقة سكنية صغيرة تقع في غرب دبي، الإمارات العربية المتحدة. بلغ عدد سكانها (4,867) نسمة في العام 2023 بكثافة سكانية تعادل (2,633) فرد/كم² بحسب بيانات مركز دبي للإحصاء. يحدها من الشمال أم سقيم، ومن الشمال الشرقي المنارة، ومن الجنوب البرشاء والقوز، ومن الغرب الصفوح. يحدها من الشمال طريق د 92 (طريق الوصل)، ومن الجنوب طريق إي 11 (طريق الشيخ زايد). يفصل طريق محلي (طريق الثنية) بين أم الشيف والمنارة.
أم الشيف هو مجتمع سكني راقٍ ومتطور يضم فلل ومنازل مستقلة. يتوافق نظام الطرق المحلي في المقام الأول مع خطة الشبكة، ومع ذلك، يتم تقسيم المجتمعات السكنية عادةً إلى قطع أرض. تمتد الطرق ذات الأرقام الزوجية من الشمال الشرقي إلى الجنوب الغربي، بينما تمتد الطرق ذات الأرقام الفردية من الشمال الغربي إلى الجنوب الشرقي. تقع مدرسة الإمارات الدولية في أم الشيف.
تقع أم الشيف على بعد حوالي 15 دقيقة بالسيارة من برج خليفة، وعلى نفس المسافة تقريبًا من جزيرة نخلة جميرا.

## التسمية
يذكر أنور هنائي "مدير قرية التراث ومجلس أم الشيف" عن سبب التسمية قائلًا: «سميت المنطقة بهذا الاسم تيمناً بأحد مغاصات اللؤلؤ الشهيرة بغناها بالمحار إذ كانت تحمل الاسم نفسه، ولأن هذه المنطقة كانت غنية بأشجار النخيل تمت تسميتها بهذا الاسم»

## المعالم الأثرية
من أهم المعالم التراثية في المنطقة هو مبنى مجلس غرفة أم الشيف الذي شيد عام 1955 واتخذه الشيخ راشد بن سعيد آل مكتوم مصيفاً له، حيث كان يقضي فيه بعض الفترات المسائية خلال موسم الصيف.

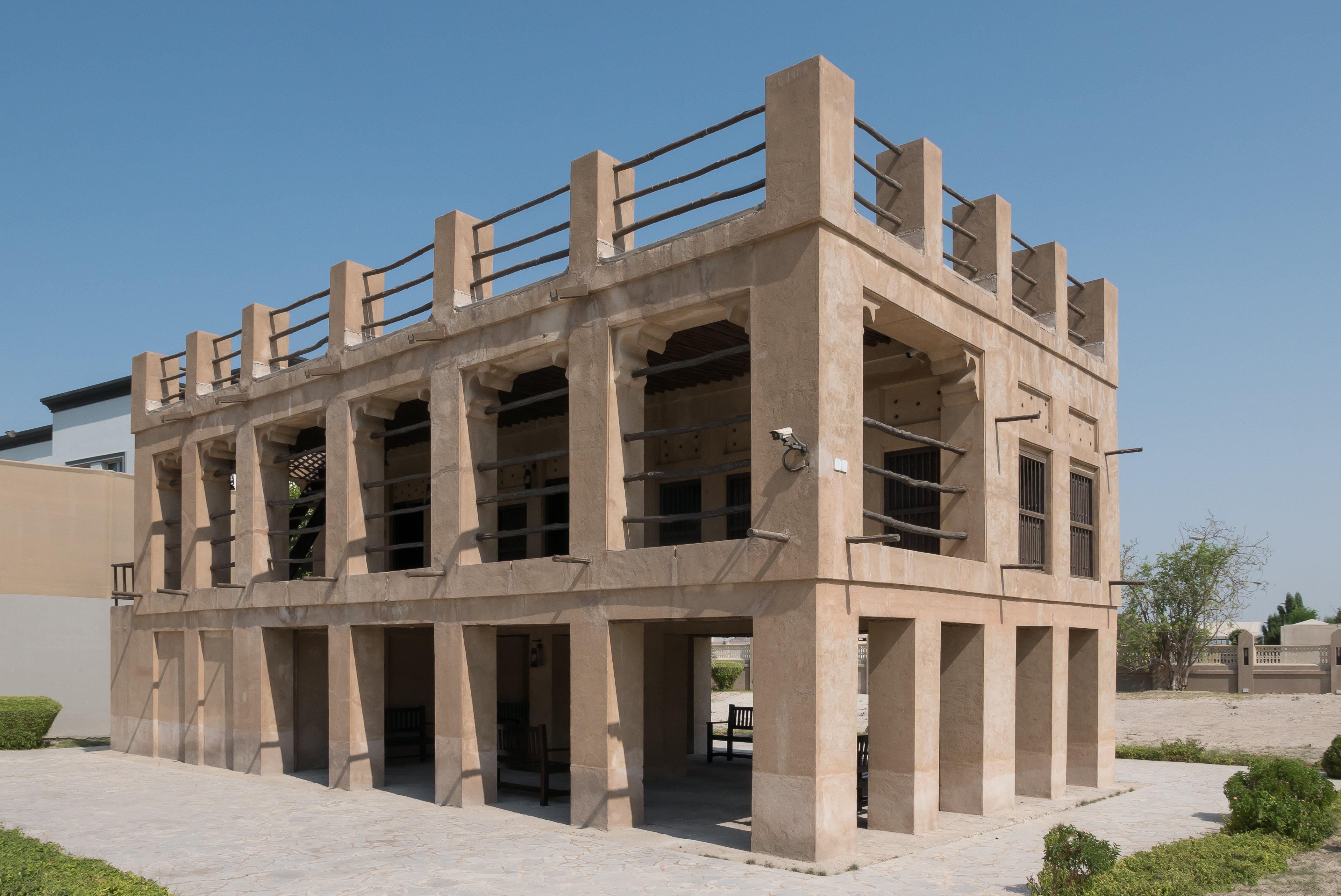
مجلس غرفة أم الشيف